# Er könnte ja heute nicht schweigen
Er könnte ja heute nicht schweigen ist ein Dokumentarfilm des DEFA-Studios für Dokumentarfilme von Volker Koepp aus dem Jahr 1975.

## Handlung
Der Film zeigt das Leben des Arbeiterdichters Erich Weinert. In Interviews mit seiner Frau Li Weinert und Kampfgefährten wird sein Leben von Geburt an erzählt. Wie er zur Schule geht, einen Schlosserberuf erlernt und weil er Lust am Malen verspürt, eine Kunstschule besucht, die er anschließend in Berlin mit einer Hochschule tauscht, welche er mit einem Staatsexamen abschließt. Auch über seine ersten Versuche als Dichter, mit denen er nicht zufrieden war, wird auf Grund von eigenen Aufzeichnungen gesprochen. Mit Ausbruch des Ersten Weltkrieges wird er sofort mit seinem Regiment an die Front verlegt, erkannte aber sehr schnell, dass die Sache mit dem heiligen Verteidigungskrieg einen Haken hatte. Die anschließende deutsche Volksrevolution begrüßt er und schließt sich den Kämpfern an. Die Niederlage der Revolution ist eine schwere Enttäuschung für ihn. Im Winter 1920 unterrichtet Erich Weinert an einer Kunstgewerbeschule und betreibt wissenschaftliche Studien. Mit anderen Interessierten gründet er die Künstlervereinigung Die Kugel, in deren Zeitschrift er seine ersten Gedichte veröffentlicht.
In Leipzig debütiert er im politisch, satirischen Kabarett Retorte und tritt anschließend in einem Berliner Kabarett auf. Auf die Frage, ob er denn nicht seine Gedichte für Die Rote Fahne schreiben wolle, entgegnete er, dass er diese lieber auf Versammlungen vorträgt. Nach mehreren Stationen im Exil beteiligt er sich an den Kämpfen der Internationalen Brigaden im Spanischen Bürgerkrieg. Nach der Internierung und der anschließenden Rückkehr in die Sowjetunion wurde er von der Roten Armee gerufen, um von den Schützengräben aus die Soldaten der deutschen Wehrmacht zum Überlaufen zu bewegen. Bei der Gründung des Nationalkomitees Freies Deutschland wurde Erich Weinert zum Vorsitzenden gewählt. Die Zeit vor Stalingrad hat wohl seine Gesundheit gekostet, er bekommt TBC, was ihn zwar in seiner weiteren Arbeit behindert, aber nicht davon abhält.

## Produktion
Der Schwarzweißfilm Er könnte ja heute nicht schweigen wurde unter dem Arbeitstitel Erich Weinert von der Künstlerischen Arbeitsgruppe Profil gestaltet und am 5. August 1975 das erste Mal aufgeführt. Die Dramaturgie lag in den Händen von Annerose Richter und der Kommentar wurde von Wera und Claus Küchenmeister geschrieben.